# Vachellia kirkii
Vachellia kirkii (Oliv.) Kyal. & Boatwr., 2013 è una pianta della famiglia delle Fabacee, endemica dell'Africa.

## Distribuzione e habitat
La specie è presente in Angola, Botswana, Kenya, Mali, Namibia, Ruanda, Tanzania, Uganda, Zaire, Zambia e Zimbabwe.